# Hannah Montana: The Movie (trilha sonora)
Hannah Montana: The Movie é a trilha sonora do filme de mesmo nome. O longa-metragem é uma adaptação da série de televisão Hannah Montana, que estreou em 2006 no Disney Channel. Na série televisiva e no filme, a cantora, compositora e atriz norte-americana Miley Cyrus interpreta a personagem principal: Miley Stewart, uma garota que possui uma vida dupla secreta como a estrela de música pop Hannah Montana. Cyrus interpreta doze canções da trilha sonora, sete das quais são creditadas para a sua personagem. Os cantores norte-americanos Billy Ray Cyrus, Taylor Swift, Rascal Flatts e o britânico Steve Rushton também gravaram canções para a trilha.
O álbum foi lançado em 24 de março de 2009 pela Walt Disney Records. Todas as faixas presentes no disco foram aprovadas pelo diretor do filme, Peter Chelsom. Ele achou que a sua obra precisava de músicas que combinassem com a trama e servissem como música de fundo para os personagens. Diversos produtores trabalharam no álbum, principalmente John Shanks e Matthew Gerrard. Shanks se envolveu mais com Cyrus e com os outros artistas. No entanto, Gerrard produziu as canções de Cyrus como Hannah; previamente, compôs a famosa canção "The Best of Both Worlds" (2006). Um remix de "The Best of Both Worlds" está incluído como canção final. Entre os compositores estão Cyrus, Gerrard, Swift e muitos outros. As letras das canções discutem principalmente sobre os temas do filme: fama, família e amor.
As críticas contemporâneas favoreceram o álbum, dizendo que este é realmente a junção do "Melhor dos dois mundos". Cyrus foi elogiada por ser natural e refletir enquanto fazia performances como si mesma. Também elogiaram a performance de Swift e debateram perguntando qual das duas artistas era dominante. A trilha sonora foi indicada para ao prêmio de Trilha Sonora Favorita no American Music Awards de 2009, mas perdeu para a trilha sonora de Twilight. Hannah Montana: The Movie alcançou o top dez em muitos países, e ficou em primeiro lugar em locais como Áustria, Canadá e Nova Zelândia. Nos Estados Unidos, atingiu a primeira posição na Billboard 200 e na Billboard Top Country Albums. Em maio de 2009, a Recording Industry Association of America (RIAA) certificou o álbum em platina.
Apenas um single foi emitido de Hannah Montana: The Movie, sendo ele a canção "The Climb", que conseguiu a melhor posição de qualquer música de trabalho lançada pela Miley nos Estados Unidos até então, e atingiu o topo do ranking semanal da Billboard Hot Adult Contemporary Tracks. "Hoedown Throwdown" foi lançado como um single promocional, e alcançou o as dez melhores posições no Irish Single Chart. O álbum foi promovido através de lançamentos exclusivos da Rádio Disney e performances ao vivo em inúmeros estádios. Cyrus cantou quatro canções do álbum em sua primeira turnê mundial, a Wonder World Tour. O álbum vendeu mais de três milhões e meio de cópias mundialmente, também vendendo mais de duas milhões de unidades apenas nos Estados Unidos.

## Composição e desenvolvimento
A inclusão da maioria das faixas da trilha no filme foi proposta pelo seu diretor, Peter Chelsom. O produtor Alfred Gough disse: "Peter Chelsom descreve a família Stewart (personagens interpretados pela família Cyrus no filme)  como uma família bilíngue, cujo segundo idioma é a música, e isso é verídico no filme." Chelsom afirma que as canções combinam com a trama da história e seus personagens, o que leva as pessoas acreditarem que é um musical, mas não. "Dançamos continuamente bem perto da convenção de um musical, mas isto é mais integrado. As canções se encaixam,  não vão além do filme. Às vezes você não vai notar a música que está tocando; ela apenas auxiliará no desenvolvimento da história."
No que diz respeito às canções de Cyrus, Chelsom disse: "Nós percebemos que esta era uma oportunidade de avançar com a música,  para atualizá-la e torná-la mais sofisticada, para combinar com a idade de Miley. Eu nunca tive uma experiência musical tão boa quanto nesse filme." Cyrus notou que a maioria das canções incluídas na trilha sonora foram inspiradas no retorno do personagem de Miley, Miley Stewart/Hannah Montana, para suas raízes em Nashville. Ela explicou: "A trilha sonora é toda sobre Nashville, que é o lugar de onde eu vim, essa é a minha raiz. Acho que essa é uma boa parte da razão pela qual eu sou quem eu sou." Cyrus co-escreveu "Don't Walk Away" pois seria incluso no seu próprio álbum de estúdio, Breakout, de 2008. "Hoedown Throwdown", uma canção em que Cyrus canta os passos da dança, levou muito tempo para ser escrita. Se tornou uma colaboração contínua entre Chelsom, Cyrus, o coreógrafo Jamal Sims e os compositores da canção, Adam Anders e Nikki Hasman. "Dream" é um cover da canção de Diana DeGarmo "Dream, Dream, Dream", de seu álbum de estreia Blue Skies. Jessi Alexander disse que ela estava inspirada em escrever "The Climb" enquanto dirigia para a casa de seu parceiro compositor, Jon Mabe. Uma vez que ela chegou, decidiu compor uma canção sobre superação de obstáculos. Alexander se referiu ao processo como uma forma de "terapia". Inicialmente, tinha sido passado por diversos artistas até que Chelsom o ofereceu para Miley. Debaixo do nome Hannah Montana, Cyrus interpretou a canção "Let's Do This", que foi originalmente escrita e gravada pela cantora de country americana Adam Tefteller. A última faixa é uma versão remixada do hit de Cyrus, "The Best of Both Worlds", de 2006.  A canção é usada como música tema do show do Disney Channel, Hannah Montana, e é a base do filme, e foi originalmente lançada na primeira trilha sonora da série.
Outros diferentes artistas apareceram na trilha sonora. A canção de Billy Ray Cyrus, "Back to Tennessee", é o título da faixa de seu décimo primeiro álbum de estúdio. Escrito por Cyrus, Tamara Dunn e Matthew Wilder, a canção reflete sobre o desejo de Billy e seu personagem Robbie Ray Stewart, de voltar para suas raízes. O artista da Disney, Steve Rushton,  cantou "Everything I Want" e "Game Over". Rascal Flatts interpretou versões acústicas de canções lançadas original e anteriormente em Feels Like Today e Me and My Gang. Quando abordada sobre a participação na trilha sonora, Taylor Swift enviou para o disco a balada "Crazier", já que segundo ela, é "perfeita para se apaixonar". Swift também compartilha seus créditos de compositora com Martin Johnson, de Boys Like Girls, na faixa de abertura "You'll Always Find Your Way Back Home".

## Estrutura das músicas e letras

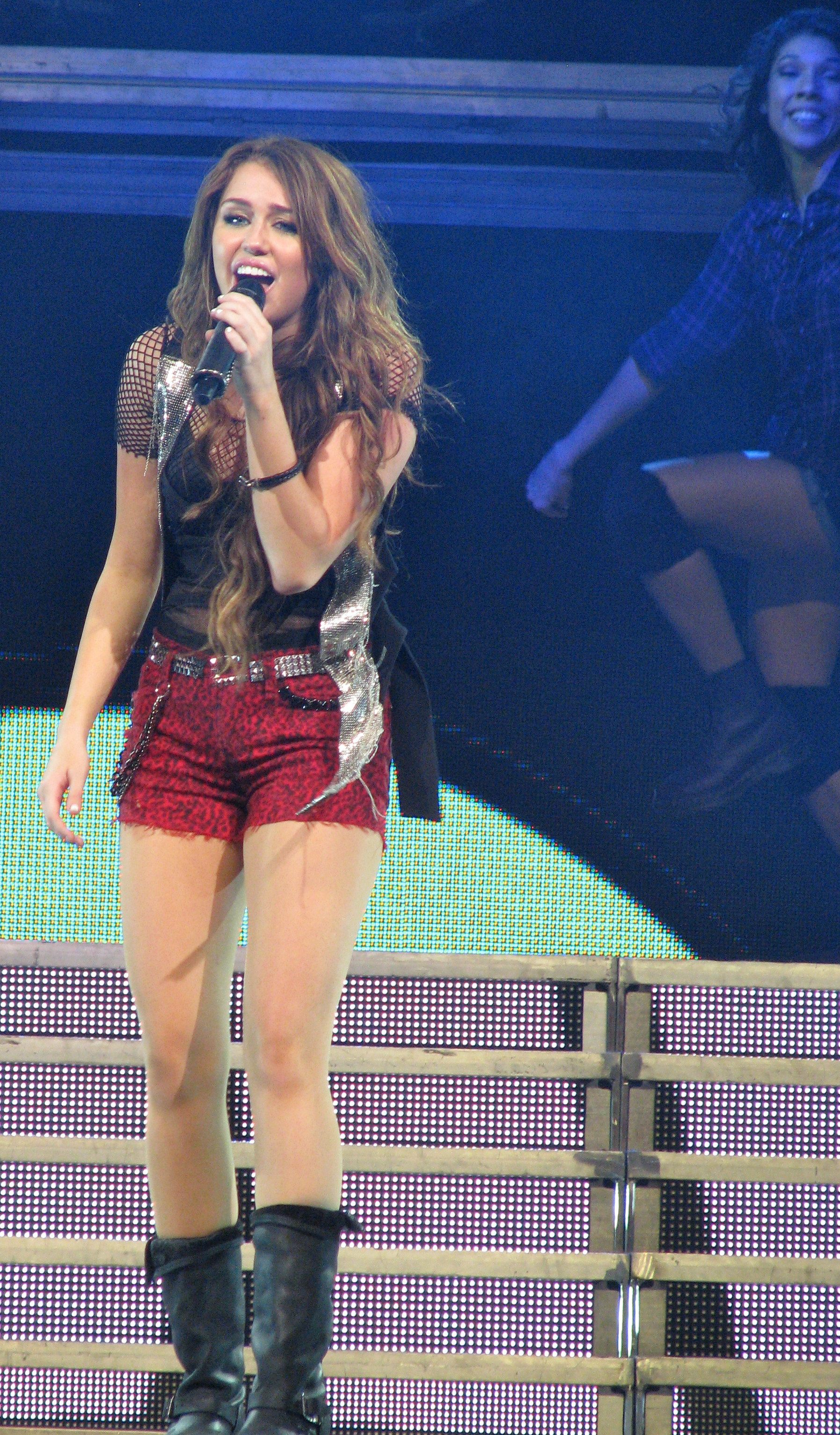
Cyrus interpretando "Spotlight" no Wonder World Tour. A canção é uma das sete no álbum creditada como seu personagem de televisão Hannah Montana.

Musicalmente, o álbum é um country pesado, porém mesclado com os gêneros contemporâneo adulto, country pop, country rock e teen pop. De acordo com a About.com, cada uma das canções de Cyrus incorpora seu "husky twang". As canções com up-tempo são principalmente cantadas por Montana e as baladas são mantidas no mínimo. Canções como "You'll Always Find Your Way Back Home", "Let's Get Crazy" e "Spotlight" são mais voltadas para o pop. "Let's Get Crazy" traz um ritmo e cria uma batida que vem dos flashes dos paparazzi. As canções de Cyrus possuem um tempo médio. "Hoedown Throwdown" é uma canção de dança instrucional que mistura o estilo country do álbum com R&B e hip hop. "The Climb" é sólido, possui voz clara e é uma espécie de balada pop que coloca solos de piano entre guitarras elétricas. "Crazier" é uma valsa que possui a relaxada voz soprano de Swift.
Nas letras, o álbum explora uma variedade de conceitos. Com a exceção de "You'll Always Find Your Way Back Home", que fala sobre a permanência em seu local de origem e apoio da família, as canções de Montana decrevem o "mundo chamativo" e privilégios de uma celebridade. "Let's Get Crazy" centraliza a diversão em uma festa. "The Good Life" é uma doce celebração de bolsas da Gucci e sapatos da Prada. "The Best of Both Worlds" fala sobre a vida dupla da personagem de Cyrus como Montana: durante o dia, uma adolescente comum que se mudou de Nashville, Tennessee para Malibu, Califórnia e à noite é uma pop star. Na canção, Montana fala sobre os privilégios e vantagens que existem quando se possui duas vidas, com referências à Orlando Bloom, concertos, amizade e estreia de filmes. As canções que Cyrus interpreta como ela mesma são mais refletivas, pessoais e sentimentais. "Hoedown Throwdown" é um tributo ao divertimento em casa. "The Climb" possui uma mensagem filosófica onde se diz que devemos ser otimistas diante de qualquer luta durante a vida. "Butterfly Fly Away" é um dueto de pai e filha feito por Miley e Billy Ray Cyrus sobre a maioridade. Em "Back to Tennessee", Billy Ray Cyrus lamenta sua saída de Tennessee. "Backwards" é uma ridicularização da música country. As canções remanescentes da trilha sonora são sobre amor romântico.

## Recepção

### Reação dos críticos
| Críticas profissionais | Críticas profissionais |
| Avaliações da crítica  | Avaliações da crítica  |
| Fonte                  | Avaliação              |
| ---------------------- | ---------------------- |
| About.com              | 3.5 de 5 estrelas.     |
| Allmusic               | 3 de 5 estrelas.       |
| Entertainment Weekly   | (B)                    |

O álbum recebeu críticas positivas dos críticos em geral. Warren Truit do About.com descreveu o álbum como uma tentativa de Cyrus para atingir gradualmente um público mais maduro, compartilhando o álbum com artistas como Flatts e Swift. Truit também fez comparações musicais com Shania Twain em "Dream", Kelly Clarkson em "Don't Walk Away", Avril Lavigne em "The Good Life", Gwen Stefani em "Spotlight" e "Let's Get Crazy. Heather Phares da Allmusic observou que a presença de tantos gêneros drasticamente diferentes fez o álbum ficar "um pouco estranho". Afirmou que as canções de Cyrus foram executadas como se fossem as "melhores canções", que também lembrou Shania Twain. Phares também observou que "Crazier" de Swift foi a "melhor canção em Hannah Montana: O Filme". Leah Greenblatt da Entertainment Weekly afirmou, "a distância entre o tween e o twang não é realmente tudo o que dizem; pense nisto [...] como uma espécie de conjunto de países iniciantes sendo a base para uma legião de fãs da Disney". No fim, ela disse que Hannah Montana: O Filme foi o "show de Miley — quer seja transmitido de Nashville ou Hollywood", apesar das aparições de outros artistas.

### Prêmios e nomeações
Hannah Montana: O Filme foi nomeado para "Choice Music: Álbum Soundtrack" e "Favorite Soundtrack" no Teen Choice Awards e American Music Awards 2009, mas perdeu para a trilha sonora de Crepúsculo, respectivamente. Cinco das canções, "Back to Tennessee", "Butterfly Fly Away", "Don't Walk Away", "Hoedown Throwdown" e "You'll Always Find Your Way Back Home" foram incluídas na pequena lista para o Oscar de melhor canção original  na 82ª Annual Academy Awards.

## Desempenho nas paradas musicais

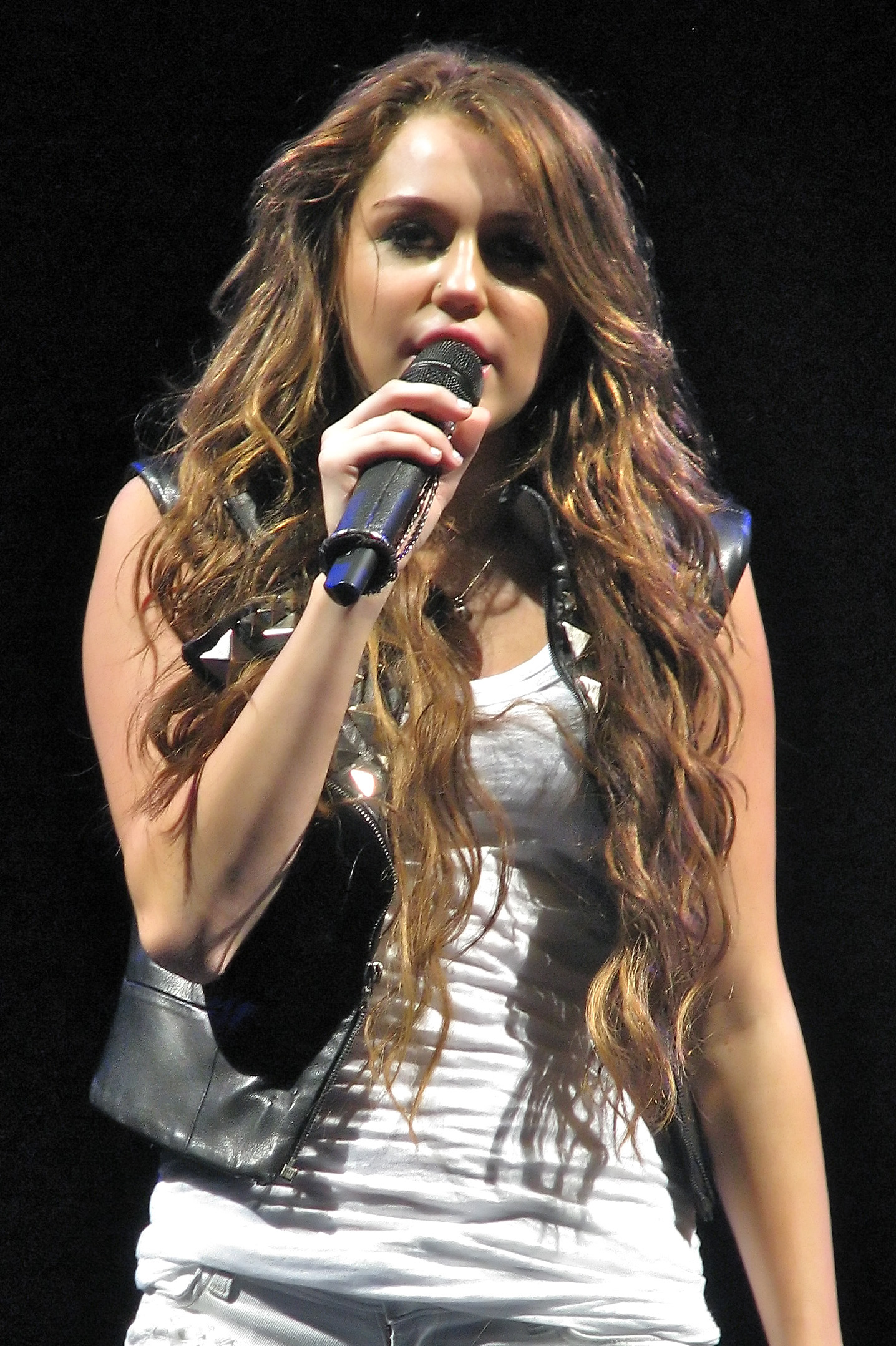
Cyrus executando o primeiro single do álbum, "The Climb" na Wonder World Tour. A canção fala sobre ser otimista e se tornou um hit contemporâneo adulto.

Hannah Montana: O Filme estreou na Billboard 200 em segundo lugar com 139 mil cópias vendidas até a data dos dados de emissão, 11 de Abril de 2009. Após quatro semanas de ascendência e descendência do ranking, o álbum alcançou a primeira posição , tornando-se a primeira trilha sonora a atingir o topo da Billboard 200. Na quarta semana, o álbum vendeu 133 mil cópias, um declínio de 32 por cento em relação ao resultado da semana anterior, de 196 mil. Também atingiu o topo da Billboard Top Country Albums por nove semanas não-consecutivas e Top Soundtracks por dezenove semanas não-consecutivas. Após dois meses, o álbum foi certificado como disco de platina pela Recording Industry Association of America (RIAA), por vender mais de um milhão de exemplares. No Canadá o álbum estreou na segunda posição, e atingiu a primeira posição por duas semanas consecutivas.
Hannah Montana: O Filme estreou na New Zealand RIANZ Álbum Chart em sétima posição e eventualmente atingiu o topo por uma semana. Foi certificada como platina pela Recording Industry Association of New Zealand (RIANZ) por atingir a marca de 15 mil cópias. Na Austrália, a trilha sonora atingiu a sexta posição e foi certificada com disco de platina pela Australian Recording Industry Association (ARIA), vendendo mais de 70 mil cópias. Na Espanha, o álbum estreu em décima oitava posição e atingiu o topo em quatro semanas. Depois, o álbum foi certificado em platina pelos Productores de Música de España por atingir a marca de 80 mil cópias.
Na Áustria, a trilha sonora atingiu a primeira posição por uma semana e eventualmente certificada em ouro pela venda que atingiu em torno de 10 mil cópias. Hannah Montana: O Filme também atingiu o topo da parada de sucesso portuguesa e alcançou o topo em rankings da Bélgica, Dinamarca, México, Noruega, Polônia, Suécia e Suíça.

## Singles
"The Climb" foi lançado como o primeiro single do álbum em 5 de Março de 2009 através da distribuição digital. A canção foi criticalmente apreciada pelo conteúdo da letra e o forte vocal de Cyrus. Alcançou um sucesso comercial e o top dez das paradas de sucessos nos Estados Unidos, Austrália, Canadá e Noruega, assim como atingiu o top vinte em muitos outros países. Nos Estados Unidos, a canção atingiu o topo da Hot Adult Contemporary Tracks por quinze semanas consecutivas.
"Hoedown Throwdown" se tornou o primeiro single promocional do álbum nos Estados Unidos através da distribuição digital. A canção recebeu variadas críticas; os comentaristas chamaram-no de "pateta" e "estranha mistura" de países e estilos urbanos, enquanto outros o chamaram de "épico". No entanto, a canção conseguiu fazer sucesso comercial, alcançando o top dez da Irish Singles Chart e top vinte de diversas regiões.

## Divulgação

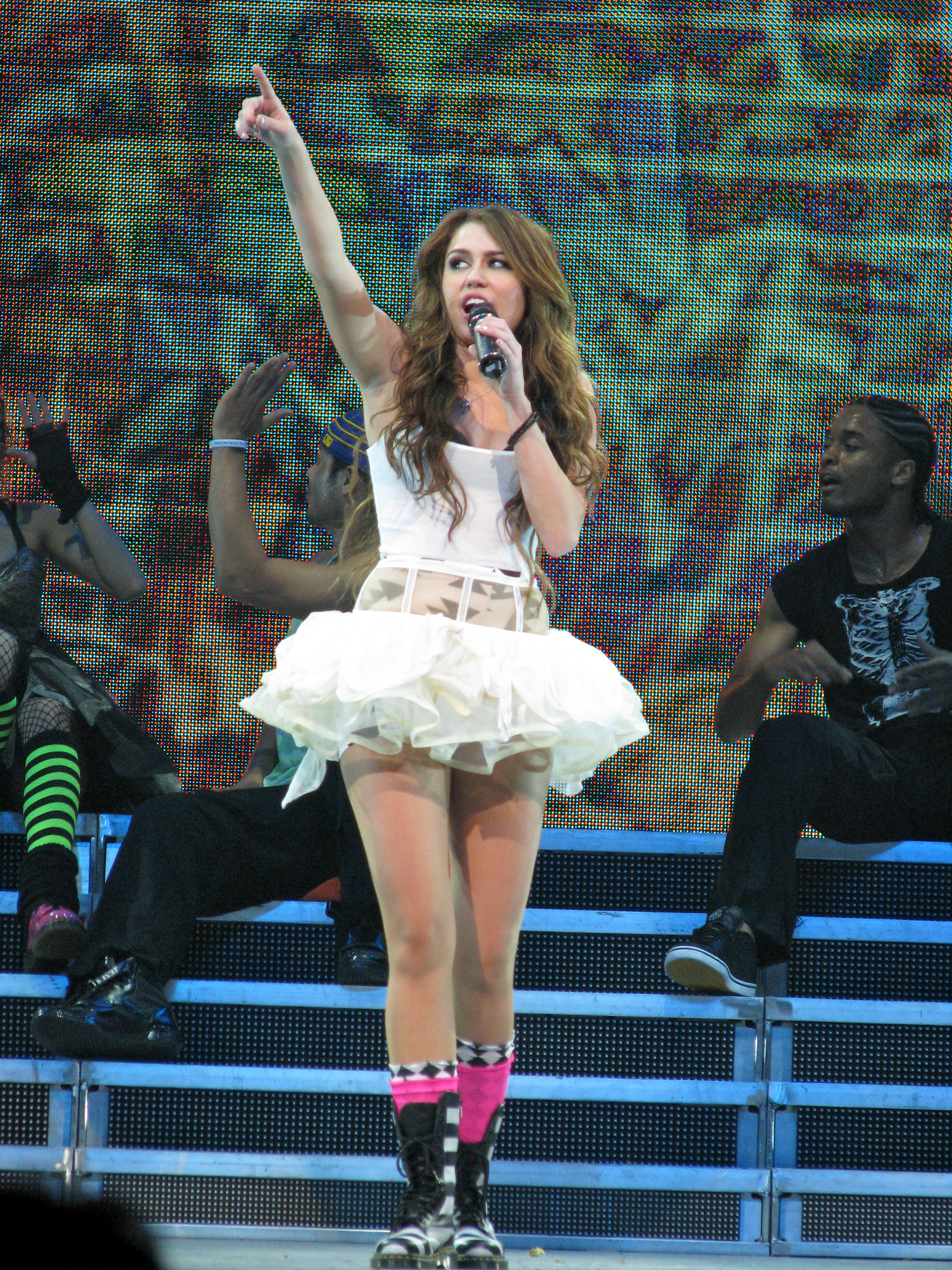
Cyrus executando "Hoedown Throwdown" na Wonder World Tour. Levou bastante tempo para ser escrita por ser uma canção que dá instruções para dançar. A canção foi lançada como segundo single e atingiu o top dez na Irlanda.

Em 10 de Outubro de 2008, Cyrus executou "Let's Get Crazy", "Let's Do This" e o 2009 Movie Mix de "The Best of Both Worlds" como Montana para a gravação da terceira temporada de Hannah Montana na Verizon Wireless Amphitheatre na Irvine Califórnia. Em 19 de janeiro de 2009, Cyrus estreou "The Climb" na Posse das crianças: "Somos o Futuro", evento em celebração à posse de Barack Obama. Cyrus e seu pai apresentaram em Londres em uma Apple Store; a performance gravada foi vendida exclusivamente pela iTunes Store do Reino Unido como um extended play intitulado iTunes: Live from London. Cyrus apresentou canções do álbum na Academy of Country Music, Tonight with Jay Leno, American Idol, Good Morning America, Live with Regis and Kelly, AOL Sessions, na vigésima A Time for Heroes Celebrity Carnival, The Today Show e na primeira D23 Expo.
As canções promocionais de Hannah Montana: O Filme estrearam na Rádio Disney e Disney Channel. "Let's Do This" foi a primeira estreia na Rádio Disney e no Disney Channel em 13 de dezembro de 2008, e o vídeo foi gravado em Irvine. Devido aos downloads digitais, a canção alcançou o número vinte e três na Bubbling Under Hot 100 Singles (Posições de 100 – 123); a canção esteve entre a Hot Canadian Digital Singles em sexagésima nona posição, mas falhou ao alcançar a Canadian Hot 100. "Let's Get Crazy" estreou em 19 de Janeiro de 2009. O videoclipe é um trecho de Hannah Montana: O Filme onde Miley Stewart, interpretada por Cyrus, é forçada a entrar na festa de dezesseis anos de Lilly Truscott, interpretada por Emily Osment, como Montana. Atingiu a quinquagésima sétima posição na Billboard Hot 100 e vigésima sexta no Canadian Hot 100, tornando-se a posição mais alta que Montana conseguiu no Canadá. "Back to Tennessee" estreou apenas no Disney Channel com um vídeo que intercalava cenas do filme. Estreou na quadragésima sétima posição no Hot Country Songs. Depois do lançamento da trilha sonora, a Disney continuou enviando canções promocionais. "Crazier" e "You'll Always Find Your Way Back Home" estrearam na Rádio Disney e Disney Channel após o lançamento da trilha sonora, esta última promovendo a origem do filme. "Crazier" se tornou o maior sucesso não-single do álbum, alcançando a décima sétima posição na Billboard Hot 100, sexagésima quarta na Australian Singles Chart e centésima na UK Singles Chart.
A Rádio Disney lançou a trilha sonora completa em 21 de março de 2009, com retransmissão no dia seguinte. The Miley Session, uma série de clipes promocionais que apresentam Cyrus cantando e gravando no estúdio, foi lançada na Disney.com em Março de 2009. Os vídeos mostram Miley em um estúdio de gravação cantando. O Disney Channel transmitiu uma série de segmentos intitulados Hannah Montana: O Filme Playback, onde Cyrus está no mesmo cenário descrevendo a música do álbum. Cyrus também embarcou em uma turnê promocional onde visitou rádios acústicas em cinco cidades, o que atingiu duzentos e cinquenta e seis dias para promover o álbum. Adicionalmente, ela executou quatro canções do álbum em sua primeira turnê mundial, a Wonder World Tour.

## Lista de faixas
| Hanna Montana: The Movie – Edição padrão |                                            | |                               |         |  |
| N.º                                      | Título                                     | Compositor(es)                                                                                        | Artista                       | Duração |  |
| 1.                                       | "You'll Always Find Your Way Back Home"    | Taylor Swift Martin Johnson                                                                           | Hannah Montana                | 3:44    |  |
| 2.                                       | "Let's Get Crazy"                          | Colleen Fitzpatrick Michael Kotch Dave Derby Michael "Smidi" Smith Stefanie Ridel Mim Nervo Liv Nervo | Hannah Montana                | 2:35    |  |
| 3.                                       | "The Good Life"                            | Matthew Gerrard Bridget Benenate                                                                      | Hannah Montana                | 2:58    |  |
| 4.                                       | "Everything I Want"                        | Steve Rushton                                                                                         | Steve Rushton                 | 3:51    |  |
| 5.                                       | "Don't Walk Away"                          | Miley Cyrus John Shanks Hillary Lindsey                                                               | Miley Cyrus                   | 2:47    |  |
| 6.                                       | "Hoedown Throwdown"                        | Adam Anders Nikki Hassman                                                                             | Miley Cyrus                   | 3:01    |  |
| 7.                                       | "Dream"                                    | Shanks Kara DioGuardi                                                                                 | Miley Cyrus                   | 3:21    |  |
| 8.                                       | "The Climb"                                | Jessi Alexander Jon Mabe                                                                              | Miley Cyrus                   | 3:56    |  |
| 9.                                       | "Butterfly Fly Away"                       | Glen Ballard Alan Silvestri                                                                           | Miley Cyrus e Billy Ray Cyrus | 3:09    |  |
| 10.                                      | "Backwards" (Acústico)                     | Marcel Chagnon Tony Mullins                                                                           | Rascal Flatts                 | 3:23    |  |
| 11.                                      | "Back To Tennesse"                         | Billy Ray Cyrus Tamara Dunn Matthew Wilder                                                            | Billy Ray Cyrus               | 4:15    |  |
| 12.                                      | "Crazier"                                  | Swift Robert Ellis Orrall                                                                             | Taylor Swift                  | 3:11    |  |
| 13.                                      | "Bless The Broken Road" (Acústico)         | Bobby Boyd Jeff Hanna Marcus Hummon                                                                   | Rascal Flatts                 | 3:54    |  |
| 14.                                      | "Let's Do This"                            | Derek George Tim Owens Adam Tefteller Ali Theodore                                                    | Hannah Montana                | 3:32    |  |
| 15.                                      | "Spotlight"                                | Scott Cutler Anne Preven                                                                              | Hannah Montana                | 3:06    |  |
| 16.                                      | "Game Over"                                | Rushton Antony Westgate Nigel Clark                                                                   | Steve Rushton                 | 3:52    |  |
| 17.                                      | "What's Not To Like"                       | Gerrard Robbie Nevil                                                                                  | Hannah Montana                | 3:12    |  |
| 18.                                      | "The Best of Both Worlds" (2009 Movie Mix) | Gerrard Nevil                                                                                         | Hannah Montana                | 3:07    |  |
| Duração total:                           | Duração total:                             | Duração total:                                                                                        | Duração total:                | 61:21   |  |

| Deluxe Edition (iTunes do Reino Unido) |                             |                           |             |         |  |
| N.º                                    | Título                      | Compositor(es)            | Artista     | Duração |  |
| 19.                                    | "The Climb" (country remix) | Jessi Alexander, Jon Mabe | Miley Cyrus | 3:52    |  |

### Deluxe Edition Vídeos
Esta versão foi lançada para a iTunes Store dos Estados Unidos como uma pré-encomenda especial. Inclui as dezoito faixas originais da edição padrão, e mais quatro vídeos de bônus.
| N.º | Título                                    | Artista                    | Duração |  |
| 1.  | "Inside Look" (Video)                     | Hannah Montana/Miley Cyrus |         |  |
| 2.  | "The Climb" (Video)                       | Miley Cyrus                | 3:54    |  |
| 3.  | "Let's Get Crazy" (Video)                 | Hannah Montana             | 2:35    |  |
| 4.  | "How to do the Hoedown Throwdown" (Video) | Miley Cyrus                |         |  |

### Disney Karaoke Series: Hannah Montana The Movie
Foi lançado para países selecionados. A capa sofreu pequenas alterações, o fundo são listras amarelas, o logo da Hannah Montana foi colocado no canto inferior esquerdo e no canto superior direito está escrito "Karaoke Series". Apresenta oito versões karaokê das faixas da trilha sonora original. Os oito primeiros deles são versões instrumentais, enquanto a segunda metade são versões vocais.
| N.º | Título                                                        | Duração |  |
| 1.  | "You'll Always Find Your Way Back Home" (Versão Instrumental) |         |  |
| 2.  | "The Good Life" (Versão Instrumental)                         |         |  |
| 3.  | "Don't Walk Away" (Versão Instrumental)                       |         |  |
| 4.  | "Hoedown Throwdown" (Versão Instrumental)                     |         |  |
| 5.  | "Dream" (Versão Instrumental)                                 |         |  |
| 6.  | "The Climb" (Versão Instrumental)                             |         |  |
| 7.  | "Spotlight" (Versão Instrumental)                             |         |  |
| 8.  | "What's Not to Like" (Versão Instrumental)                    |         |  |
| 9.  | "You'll Always Find Your Way Back Home" (Versão Vocal)        |         |  |
| 10. | "The Good Life" (Versão Vocal)                                |         |  |
| 11. | "Don't Walk Away" (Versão Vocal)                              |         |  |
| 12. | "Hoedown Throwdown" (Versão Vocal)                            |         |  |
| 13. | "Dream" (Versão Vocal)                                        |         |  |
| 14. | "The Climb" (Versão Vocal)                                    |         |  |
| 15. | "Spotlight" (Versão Vocal)                                    |         |  |
| 16. | "What's Not to Like" (Versão Vocal)                           |         |  |

## Paradas musicais e vendas
| Parada (2009)                                                  | Melhor posição |
| -------------------------------------------------------------- | -------------- |
| ARIA Charts                                                    | 6              |
| Ö3 Austria Top 40                                              | 1              |
| Ultratop 50 (Flanders)                                         | 54             |
| Ultratop 50 (Wallonia)                                         | 18             |
| Associação Brasileira de Produtores de Discos                  | 2              |
| Canadian Albums Chart                                          | 1              |
| Danish Albums Chart                                            | 9              |
| YLE                                                            | 26             |
| French Albums Chart                                            | 32             |
| Mahasz                                                         | 2              |
| Asociación Mexicana de Productores de Fonogramas y Videogramas | 3              |
| Recording Industry Association of New Zealand                  | 1              |
| VG-lista                                                       | 2              |
| Polish Music Charts                                            | 3              |
| Rankings de Álbuns - Portugal                                  | 1              |
| Productores de Música de España                                | 1              |
| Sverigetopplistan                                              | 9              |
| Swiss Music Charts                                             | 13             |
| U.S. Billboard 200                                             | 1              |
| U.S. Billboard Top Country Albums                              | 1              |
| U.S. Billboard Top Soundtracks                                 | 1              |

| País           | Provedor   | Certificação (vendas necessárias) |
| -------------- | ---------- | --------------------------------- |
| Austrália      | ARIA       | Platina                           |
| Áustria        | IFPI       | Ouro                              |
| Brasil         | ABPD       | Platina                           |
| Nova Zelândia  | RIANZ      | Platina                           |
| Espanha        | Promusicae | Platina                           |
| Estados Unidos | RIAA       | 2× Platina                        |
| Reino Unido    | BPI        | Ouro                              |

## Créditos
| - Adam Anders – produtor, engenheiro, vocal produtor - Glen Ballard – produtor - Mark Bright – produtor - Scott Campbell – engenheiro, mixer - Chad Carlson – engenheiro - Peter Chelsom –produtor executivo - Desirée Craig Ramos – diretor - Scott Cutler – produtor - Billy Ray Cyrus – vocais - Miley Cyrus – vocais - Rascal Flatts – produtor, vocais - Alana Da Fonseca – produtor - Travis Ference – mixer - Kaylin Frank – compositor - Steve Gerdes – diretor de criação - Matthew Gerrard – produtor, mixer - Jason Gleed – produtor - Alfred Gough – produtor executivo - Mark Hagen – engenheiro - Paul David Hager – mixer - Nikki Hassman – produtor vocal | - Dann Huff - produtor - Glen Lajeski – compositor - Mitchell Leib – produtor, executivo - Russ "Russwell" Long – engenheiro - Jeremy Luzier – mixer - Gavin MacKillop – engenheiro - Joseph Magee – mixer - Fred Maher - mixer - Brian Malouf – mixer - Steve Marcantonio – mixer - Kai Mckenzie – produtor - Miles Milalr – produtor - Anne Preven – produtor - Raz – produtor - Jeff Rothschild – engenheiro, mixer - Ryan Rubin – editor supervisor - Steve Rushton – produtor, vocais - John Shanks – produtor - Anabel Sinn – design - Taylor Swift – produtor, vocais - Monica "Blackheart" Zierhut – produtor |

## Histórico de lançamento
| País           | Data                 | Gravadora             | Formato              |
| -------------- | -------------------- | --------------------- | -------------------- |
| Austrália      | 23 de março de 2009  | Walt Disney Records   | CD, download digital |
| França         | 23 de março de 2009  | Walt Disney Records   | CD, download digital |
| Suíça          | 23 de março de 2009  | Walt Disney Records   | CD, download digital |
| Reino Unido    | 23 de março de 2009  | EMI Records           | CD, download digital |
| Canadá         | 24 de março de 2009  | Walt Disney           | CD, download digital |
| Estados Unidos | 24 de março de 2009  | Walt Disney           | CD, download digital |
| Malásia        | 24 de março de 2009  | Universal Music Group | CD, download digital |
| Holanda        | 25 de março de 2009  | Capitol Records       | CD, download digital |
| Áustria        | 27 de março de 2009  | Walt Disney           | CD, download digital |
| Alemanha       | 27 de março de 2009  | Walt Disney           | CD, download digital |
| Brasil         | 13 de maio de 2009   | Walt Disney           | CD                   |
| Japão          | 23 de junho de 2009  | Walt Disney           | CD                   |
| Karaoke Series |                      |                       |                      |
| Estados Unidos | 18 de agosto de 2009 | Walt Disney           | CD                   |